# جورجونزولا (ميلان)
جورجونزولا ( لومبارد [ɡurɡũˈzøːla] ) هي مدينة في مطران ( ميتروبوليتان) ميلانو الحضرية ، لومباردي في شمال إيطاليا . وهي جزء من أراضي مارتيسانا التي تقع شمال شرق ميلانو و قد تم تسمية جبن جورجونزولا على إسم المدينة.

## التاريخ
تعود أولى المخطوطات التي تشير إلى قرية جورجونزولا إلى القرن العاشر على يد كاتب العدل لدير القديس أوريليوس أمبروزيوس في ميلانو الذي كان مسؤولا عن كنيسة القديسين جيرفاسيو وبروتاسيو في "جورجونتيولا". وفي عام 453، تعرضت كنيسة واقعة في ضواحي جورجونزولا الحالية، للهجوم من قبل الهون الذين دمروا بلدة في الرومانية المجاورة تسمى أرجنتيا مما تسبب في تحويل هذه القرية الصغيرة التي نمت من " موتاتيو " (محطة أو مقر لتغيير الراحلة) لتصبح الأكثر اكتظاظا بالسكان في المناطق المجاورة.
انضمت جورجونزولا إلى الرابطة اللومباردية في عام 1176. وفي عام 1245، كانت على قوات لومباردي المحافظة عليها عند هجوم فريدرش الثاني على أسوار ميلانو أثناء الاشتباكات التي أعقبت صلح كونستانس في عام 1183 والتي إنضم فيها ورثاء فريدرش الأول بربروسا وتم القبض على قادة كلا الجانبين من قبل أعدائهم. 
كانت المدينة في القرن الثالث عشر تنتمي إلى العائلة المشهورة من ميلانو ديلا توري قبل أن تطردهم عائلة فيسكونتي و في عام 1288 تم تسجيل جورجونزولا كواحدة من أهم كنائس أبرشية(أسقفية) ميلانو.في عام 1510 ولأول مرة ظهر مستند باسمها الحالي
أصبحت جورجونزولا مدينة ذات أهمية سياسة للمنطقة المجاورة بميلانو ولاسيما المنطقة الثانية عشر فو لومباردي ،قرب نهاية القرن الثامن عشر بالاضافة إلى منحها سلطة إدارة 33 مدينة مجاورة. وبحلول التوحيد الإيطالي في عام 1861، كانت جورجونزولا مسؤولة عن إدارة تسعة عشر مدن مجاورة والتي كانت من ضمنها مدينة أكبر من جورجونزولا ذاتها:Cernusco sul Naviglio. 
وفي عام 1861، بلغ عدد سكان المنطقة 28496 بما فيهم 4320 يعيشون في جورجونزولا نفسها. 

## أصل التسمية
لفترة طويلة كان يُعتقد أن الاسم مشتق من الكلمة اللاتينية "Curte Argentia" التي تشير إلى مستوطنة بالقرب من مدينة أرجنتيا الرومانية الواقعة بين ميلانو وبيرغامو أو وفقًا لتأويلات أخرى، مكان للخيول في الميل الرابع عشر على الطريق المؤدي إلى بيرغامو و مع مرور الوقت، خضع الاسم للتغيير في Curt-Argentia و Cort-argentiola وأخيراً Gorgonzola.
تقول أحدث نظرية أن جورجونزولا أخذت اسمها من الإلهة كونكورديا ، محرفة إلى كوركونديولا وأخيراً جورجونزولا.

## المناخ
تقع جورجونزولا في غرب وادي بو، لذا تتميز بمناخ قاري. يكون الشتاء باردا مع ضباب و صقيع شديد وتصل درجات الحرارة قريبة من درجة التجمد أو أقل منها في أغلب الأحيان. هناك ما يقارب مئة يوم صقيع سنويًا ،معظمها من أواخر شهر نوفمبر إلى أوائل شهر أبريل وتتوقف في بعض الأحيان في شهر أكتوبر. 
بالنسبة للصيف فإنه بمنتهى الحرارة والرطوبة، كما هو الحال في جميع أنحاء وادي بو ، ولكنه يتأثر بالعواصف الشديدة والمدمرة. وغالبًا ما يصاحبها البرق والبرد والرياح القوية. تكون العواصف أكثر شيوعًا في شهر يوليو وغالبًا ما تسبب برودة. فمن الممكن أن يكون المناخ باردا مع درجات حرارية تتراوح بين 12 إلى 15 درجة مئوية في منتصف الصيف وغالبا ما يكون المناخ ممطرا بين يونيو وأغسطس.
عموما ما تكون هطول الأمطار في جورجونزولا غزيرة جدًا وتتساقط بشكل متساوي مدار السنة. ومع ذلك، فإن أشهر الشتاء تكون أكثر جفافاً، حيث يصل انخفاضها إلى حوالي 68 مم في شهر يناير. إضافة على ذلك، تساقط الثلج من شهر نوفمبر إلى شهر مارس يؤدي إلى تراكمات غليظة. يبلغ متوسط التراكمات لكل تساقط حوالي 10سم و إجمالي نوبات تساقط الثلوج لا تزيد عن عشر نوبات في العام.
تكون الرطوبة مرتفعة على مدار السنة، في أشهر الشتاء وأثناء الليل تحديدا وقد أصبحت الأيام الممطرة والضبابية أقل شيوعا على الرغم أن إجمالي هطول الأمطار السنوية لم تتغير بشكل كبير.يحبذ الضباب من السماء الصافية لأنها تسمح بالتبريد من الإشعاع

## النخب
- لوكا كاستيلاتزي ، لاعب كرة القدم في تورينو
- أناكليتو كازانيجا ، رئيس أساقفة أوربينو و عميد جورجونزولا السابق
- كاميلو ريبامونتي ، عضو مجلس الشيوخ ووزير الجمهورية

## الإقتصاد
في عام 2008، تم تعداد 1223 شركة في البلدية بإجمالي 4770 موظفًا; من بينهم 1461 موظفًا في الصناعة، و 688 في القطاع التجاري، و 2233 في قطاع الخدمات.

## خدمات النقل
بلدية جورجونزولا يخدمها الخط M2 لمترو ميلانو بثلاث محطات رئيسية: فيلا بومبيا (ساحة مارزابوتو) و جورجونزولا (بيازا يوروبا) وكاسينا أنتونيتا (عبر سوندريو).

## الجبنة
تدعي جورجونزولا أنها مسقط رأس الجبن الذي يحمل الاسم نفسه في عام 879 ،  على الرغم أن مدن أخرى تدعي الأصول.  فقد تتمتع المنطقة بتاريخ طويل في إنتاج الألبان و الجبن وخاصة الجبن الطري ( الكريم). ففي هذا الخصوص، هناك وثائق في ولاية ميلانو تثبت وجود المواشي والأغنام والأبقار من خلال الإستطلاع الدوري. أعلنت الإمبراطورة ماريا تيريزا من النمسا، في أحد إعلاناتها أن المناطق الواقعة شرق ولاية ميلانو ستستمر في زراعة المروج لإنتاج الألبان لاستخدامها في إنتاج الجبن.

## المعالم السياحية الرئيسية
أعيد بناء كنيسة المدينة الرئيسية (المخصصة للقديسين جيرفاسيو وبروتاسيو) بالكامل في القرن التاسع عشر على الطراز الكلاسيكي الجديد من قبل سيمون كانتوني للدوق سيربيلوني.
يعد معبد سيدة المساعدة،(المخصص سابقًا للقديس بيتر) جزءًا من دير قديم للعمارة الدينية المهينة والتي تعد أقدم عمارة في المدينة وقد تم تكريسه لاحقًا لسيدة المساعدة. يوجد أيضا مذبح رخامي من القرن السابع عشر و صليب من الخشب الثمين. وقد كانت للكنيسة سابقا عضو أنبوب من القرن الثامن عشر.

## الرياضة
يسمى فريق كرة الطائرة الرئيسي US Volleyball Argentia والذي يلعب فيه الرجال حاليًا في دوري الدرجة الثانية الإيطالي، بينما تلعب السيدات في دوري الدرجة الأولى. ويضم النادي فرقًا من كافة الأعمار من تحت 13 عامًا إلى أقل من 18 عامًا، للرجال أو النساء.
تم ترقية نادي كرة القدم الرئيسي (والذي يسمى جيانا إرمينيو) لأول مرة إلى دوري الدرجة الثالثة في 2014-2015 و حقق في عام 2013 أول ترقية له إلى الدوري الإيطالي. ملعب جيانا إرمينيو (بالإنجليزية: Giana Erminio) هو ملعب بلدية غورغونزولا. نادي كرة قدم آخر هو POL Argentia الذي يلعب فريقه الأول في الفئة الثانية وتشمل الأندية الرياضية الأخرى في جورجونزولا Argentia New Basketball و Shotokan Karate Argentia و ASD Gorgonzola Cycling. وجد في المدينة أيضًا Group Podistico Gorgonzola، التي تنظم السباقات المعروفة باسم ring ging gipigiata

## المدن التوأم
- أمبيرت في فرنسا، منذ عام 2003. هي المدن المعروفة بجبن حليب البقر الأزرق (جبن فورم دي أمبرت وجورجونزولا)، لها نفس خط العرض تقريبًا: 45 ° 33 'N لأمبرت، و 45 ° 32' N لجورجونزولا.
- أنويلر ام تريفلز في ألمانيا ، منذ عام 2008

## ملحوظات
1. ↑  Data from Istat
2. ↑  G. Perego, Gorgonzola: Tre secoli della nostra storia (Comune di Gorgonzola, ed.
3. ↑  "Page 74". مؤرشف من الأصل في 2005-03-27. اطلع عليه بتاريخ 2007-02-19.
4. ↑  The birthplace of Gorgonzola.  نسخة محفوظة 2023-01-31 على موقع واي باك مشين.